# Einar Strøm
Einar Johan Strøm (Haugesund, 1885. március 17. – Bergen, 1964. szeptember 26.) olimpiai bajnok norvég tornász.
Az 1912. évi nyári olimpiai játékokon indult tornában és csapat összetettben szabadon választott szerekkel olimpiai bajnok lett.
Klubcsapata a Stavanger Turnforening volt.